# Фанданго
Фанданго је живахан шпански плес удварања и врста шпанске народне песме.  Пореклом је из Андалузије и верује се да је маварског порекла. Обично у трочетвртинском (3/4), четворочетвртинском (4/4) или шестоосминском (6/8) такту. Плеше се групноно, у паровма, уз певање и пратњу гитаре и кастањета, понекад бубња (пандеро), гајди или флауте. Стихови су често лирски, у строфама од 6 до 8 осмераца, а сваку строфу прати инструментални риторнел. У појединм шпанским покрајинама и градовима плешу се локалне верзије фанданга: малагења, марциана, гранадина, рондења и друге.
Као плес и као жанр песме, фанданго постоји и унутар и изван традиције фламенка. Веома је сличан јоти, још једном шпанском народном плесу.

## Историја
Плес фанданго, вероватно маварског порекла, био је популаран у Европи у 18. веку. У 20. веку опстао је као народни плес у Шпанији, Португалу, јужној Француској и Латинској Америци. Неки композитори из периода бечког класицизма и позног романтизма су у појединим својим делима стилизовали или чак дословно преузели карактеристике фанданга. Међу њима су Кристоф Вилибалд Глук у балету Дон Жуан (1761), Волфганг Амадеус Моцарт у опери Фигарова женидба (1786), Николај Римски-Корсаков у свити за оркестар Шпански капричо (1887), Енрике Гранадос у свити за клавир Гојескас (1911) и Мануел де Фаља у балету Тророги шешир (1919).

## Извођење плеса
Фанданго се бично плеше у пару. Почиње лаганим ритмом који се постепено убрзава. Ритам је додатно наглашен кастањетама, пљескањем рукама, пуцкетањем прстију и топотом ногу. Музика је у 3/4 или 6/8 такту. Повремено долази до изненадне паузе у музици, а плесачи стоје укочени док се музика не настави. Плес је израз страсти, а партнери се међусобно задиркују, изазивају и заводе корацима и гестовима.
У другој верзији, фанданго је такмичење у вештини плеса, а такмиче се два мушкарца. Први плесач поставља ритам и кораке, други преузима корак и разрађује их.

### Фанданго као песма
Као песма, фанданго се састоји од копла (шп. coplas), импровизованих сатиричних, религиозних или романтичних стихова, певаних на мелодије импровизоване по задатим правилима. Фанданго песма се може певати као пратња плесу или као соло.